# Tjita oblast
Tjita (Чити́нская о́бласть) var ett oblast i södra Sibirien i östra Ryssland tills det slogs samman med Aginska Burjatien och bildade Zabajkalskij kraj 1 mars 2008. Tjita hade en yta på 431 500 km² och 1 118 931 invånare (1 januari 2008). Administrativt centrum var staden Tjita. Oblastet gränsade mot Kina (998 km), Mongoliet (868 km), Irkutsk oblast, Amur oblast, Burjatien och Sacha (Jakutien). Det autonoma distriktet Aginska Burjatien låg inom oblastet.
Området består huvudsakligen av halvhöga berg (600-700 meter över havet), men bergskedjan Kodar i norr når upp till 3000 meter över havet. Ungefär hälften (eller uppemot 60 procent) av landytan är skogbeklädd. Många insjöar finns i oblastet. Klimatet är kontinentalt, medeltemperaturen i januari är -30 grader celsius, i juli +20 grader celsius. Området i norr har permafrost. Naturresurserna omfattar förekomster av järn, guld, molybden, tenn, bly, zink och andra metaller, kol, träkol, mineralvatten och uran (nära staden Krasnokamensk finns stora delar av Rysslands reserv av uranrik malm). Livsmedelsproduktionen i området utgörs huvudsakligen av fåravel (även boskapsskötsel och renskötsel). I mindre skala odlas potatis, grönsaker, vete, havre, korn och bovete. De viktigaste industrierna är metallindustri, bränsleframställning och timmerproduktion, samt i mindre mån livsmedelsindustri och viss annan lätt industri. Den transsibiriska järnvägen går genom området.
Befolkningen består huvudsakligen av ryssar, men i oblastet bor även bland annat många burjater, speciellt i Aginska Burjatien.
Den första kända befolkningen i området var burjater och mongoler. På 1200-talet blev området del av Mongolriket. De första ryssarna som kom till området var kosacker under Pjotr Beketovs ledning år 1653. Redan under 1600-talet uppstod de första permanenta ryska befästningarna. År 1689 bestämdes gränsen till Kina i fördraget i Nertjinsk, som slöts den 27 augusti i staden Nertjinsk i vad som nu är Tjita oblast. Ytterligare inflyttning till området skedde för att stärka Rysslands gräns mot Kina, utvinna naturresurser, samt, med början i slutet av 1800-talet, för att under bygga den transsibiriska järnvägen.
Efter ryska revolutionen kom Tjita att kontrolleras av kontrarevolutionära styrkor (vita armén) mellan 1918 och 1920. Från 1920 till 1922 var Tjita huvudstad i den sovjetiskkontrollerade Fjärranösternrepubliken, som i november 1922 slogs samman med den ryska sovjetrepubliken. Området ingick sedan i Zabajkalskij kraj, från det att detta grundats 1923, fram till 1937, då Tjita oblast upprättades. Efter Sovjetunionens upplösning blev Tjita oblast en federal enhet i den ryska federationen. I det senaste valet till Tjitas lagstiftande församling, hållit den 17 oktober 2004, blev Enade Ryssland (president Vladimir Putins parti) det klart största partiet, med 35,6 procent av rösterna. Oblastets nuvarande (2007) guvernör är Ravil Geniatullin. Den 11 mars 2007 hölls en folkomröstning där det beslutades att slå samman Tjita oblast och Aginska Burjatien och återskapa Zabajkalskij kraj, vilket kommer att genomföras den 1 mars 2008.